# Erica Piccotti
Erica Piccotti (* 1999 in Rom) ist eine italienische Cellistin.

## Leben und Wirken
Piccotti studierte zunächst bei Francesco Storino an der Accademia Nazionale di Santa Cecilia, ab ihrem 14. Lebensjahr an der Hochschule der Künste Bern und seit 2017 mit einem Stipendium an der Kronberg Academy. Sie besuchte Meisterkurse u. a. bei David Geringas, Julius Berger und Thomas Demenga.
2013 verlieh ihr der Präsident Giorgio Napolitano, die Ehrenurkunde Alfiere della Repubblica für außergewöhnliche Leistungen junger Künstler.
Sie gewann zahlreiche erste Preise bei nationalen und internationalen Wettbewerben, u. a. 2014 in Zagreb beim Internationalen Cellowettbewerb Antonio Janigro, den zweiten Preis beim Internationalen Johannes-Brahms-Wettbewerb im Jahre 2017, bei Jugend musiziert in Nürnberg und NYIAA Competition mit einem Konzert in der Carnegie Hall in New York.
Sie trat unter anderem beim Alfredo Piatti International Cello Festival, dem Rome Chamber Music Festival, dem Chigiana International Festival und dem Festival dei Due Mondi von Spoleto auf.
Als Solistin spielte sie unter anderem mit „I Solisti di Zagabria“, „Orchester I Pomeriggi Musicali“, „Sinfonisches Orchester Abruzzese“, „Sinfonisches Orchester des Estado del México“, „Orquestra Jovem Vale Música“.
Piccotti arbeitete unter anderem mit Antonio Meneses, Augustin Dumay, Julius Berger, Mario Brunello, Bruno Canino, Salvatore Accardo und Andrea Lucchesini zusammen.
Sie spielt zurzeit (2019) ein Cello von Francesco Ruggeri (Cremona 1692).
2018 veröffentlichte sie mit dem Pianisten Itamar Golan ihre erste CD für die Plattenfirma Warner Classics.